# Madaras
Madaras es un pueblo húngaro del distrito de Bácsalmás en el condado de Bács-Kiskun, con una población en 2013 de 2903 habitantes.
Se conoce su existencia desde 1377, cuando se menciona en un documento de los cumanos.
Se encuentra ubicado unos 5 km al suroeste de la capital distrital Bácsalmás.